# Manilva
Manilva es un municipio andaluz de la provincia de Málaga, situado en la costa sur occidental de España, en la comarca de la Costa del Sol Occidental. Limita con Casares y con la provincia de Cádiz. Es el municipio litoral de la provincia más occidental, a unos 100 km al suroeste de la capital provincial.

## Geografía

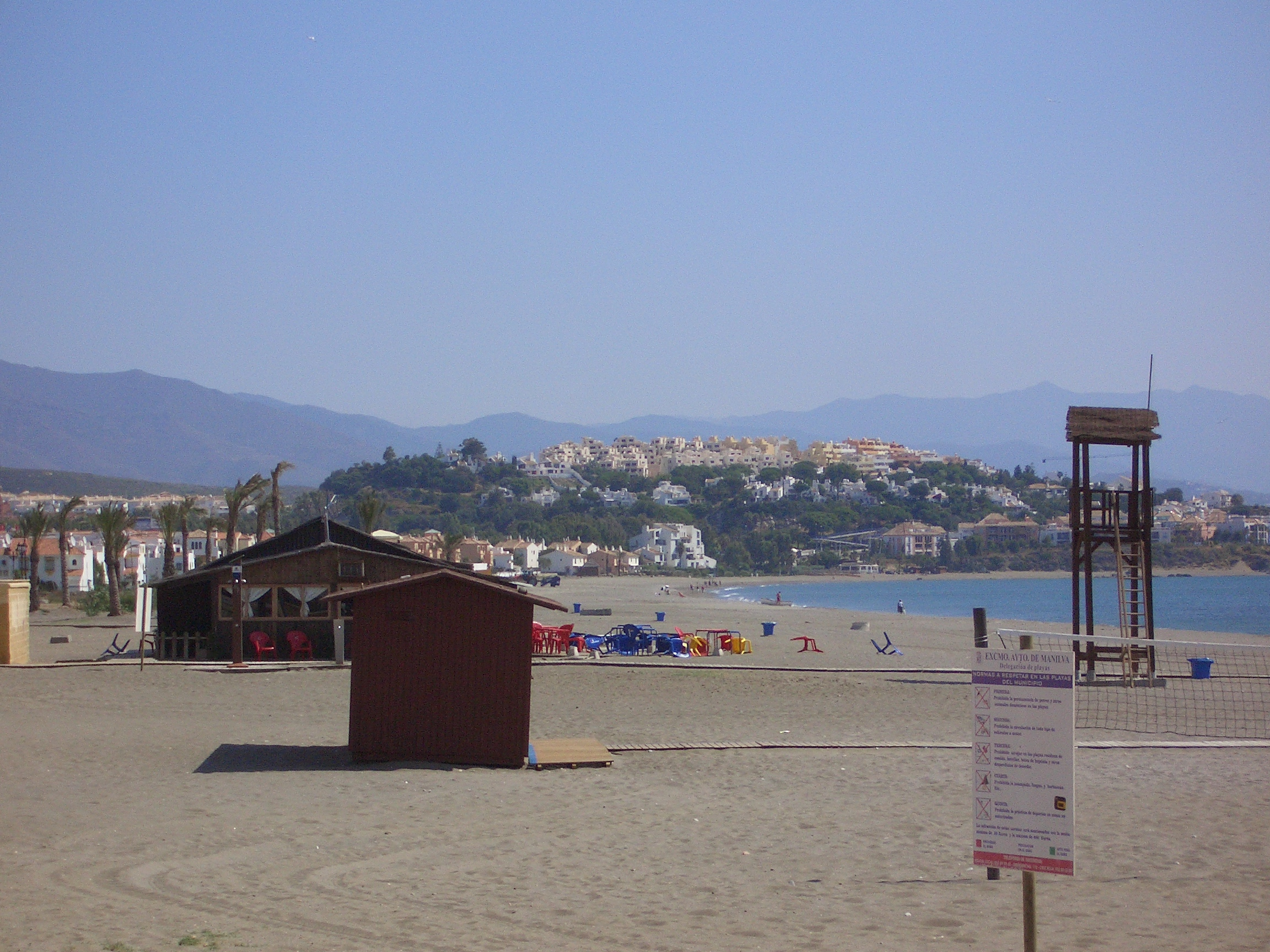
Playa de Sabinillas

El paisaje predominante consiste en suaves colinas separadas por arroyos y una llanura litoral donde destaca punta chullera. 
La costa manilveña se extiende de noreste a suroeste, en una línea costera de 7,8 km que va desde rocosas ensenadas a playas arenosas.
| Noroeste: Casares   | Norte: Casares        | Noreste: Casares          |
| Oeste: Casares      |                       | Este: Mar Mediterráneo    |
| Suroeste: San Roque | Sur: Mar Mediterráneo | Sureste: Mar Mediterráneo |

### Hidrografía
Los cursos de agua son cortos y de escaso caudal, exceptuando la época de lluvias. El más importante es el río Manilva. Otros arroyos son Alcorrín, Peñuelas, Indiano, Martagina, del Negro y del Indiano.

## Historia
De inicios de la edad de hierro data el asentamiento amurallado de Castillejos de Alcorrín, cuyos hallazgos de cerámica se encuentran en el Museo Municipal de Manilva, y en el que se han constatado actividades metalúrgicas. De esta época datan los intercambios con los primeros colonos fenicios del área del Estrecho.
Aunque hayan aparecido restos del Paleolítico, las únicas evidencias que tenemos hasta el momento serían, en la mayoría de los casos, más fuentes de aprovisionamiento de recursos líticos que asentamientos humanos propiamente dichos.

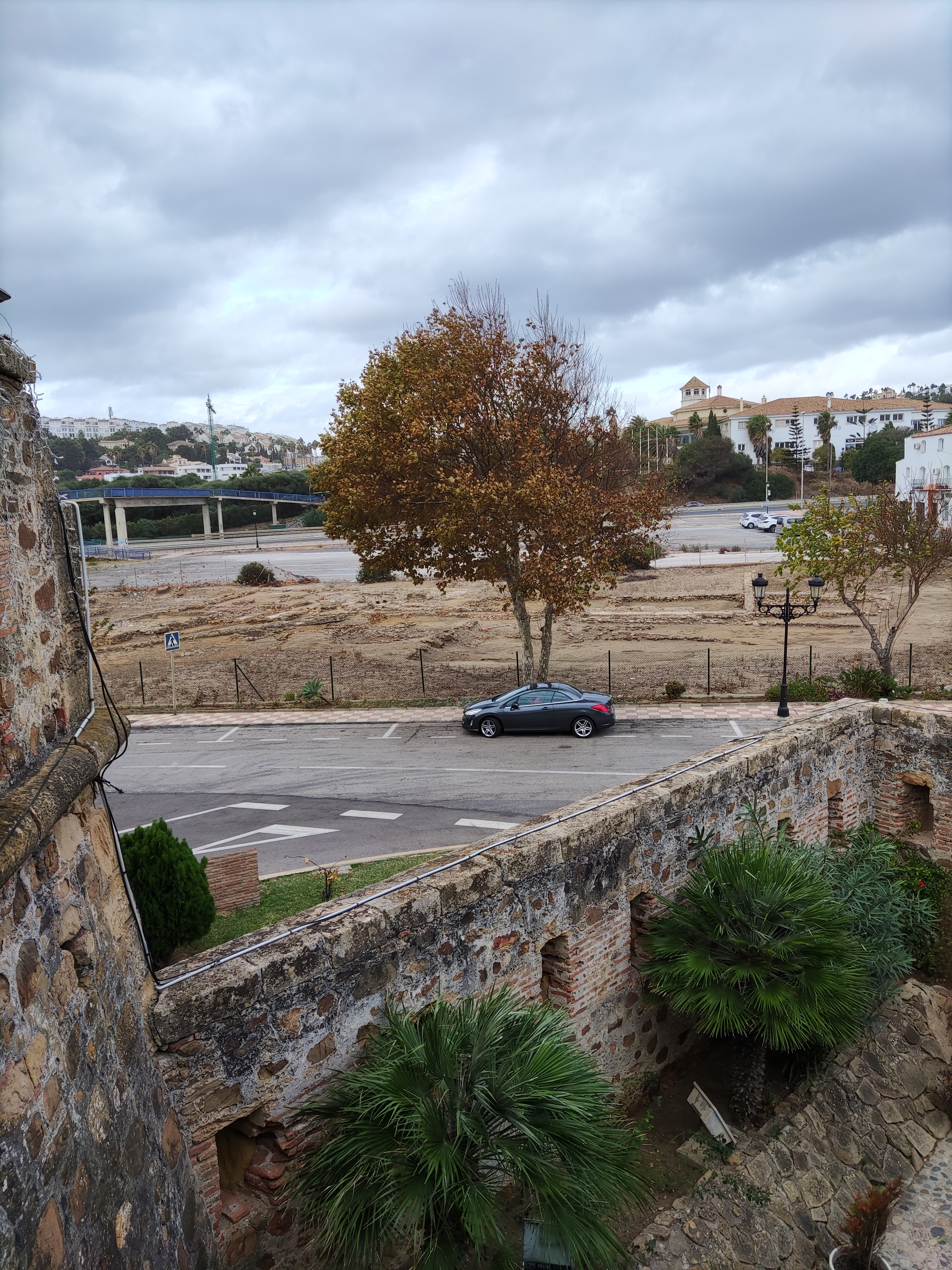
Villa romana del Entorno del Castillo de la Duquesa

La presencia romana está documentada desde el cambio de era, gracias a pequeñas explotaciones agropecuarias cercanas a tierras de alto valor agrícola. Estas, se abandonarían de forma gradual, posiblemente debido a la movilización de la población hacia la costa, motivado entre otras causas por el gran auge que a lo largo del siglo II van a tomar las industrias de salazón de pescado. Buen ejemplo es el conjunto arqueológico del Entorno del Castillo de la Duquesa, constituido por los restos de una villa, termas, necrópolis y una gran factoría de salazón de pescado con un mercado adosado a la misma.
A inicios del siglo V, la presencia de los vándalos silingos y las campañas en Carteia de la batalla de Hispania suponen el abandono de los asentamientos de una primera línea de costa muy insegura.
Durante la época califal de sitúa en la Cora de al-Yazírat y la población rural dispersa dependía del hisn de la fortaleza de Casares. A partir del siglo XIII el río Guadiaro es la frontera suroeste del Reino Nazarita de Granada. En las campañas de la guerra de Granada, en 1483 se entrega a Rodrigo Ponce de León, duque de Cádiz, el señorío de Casares, al que pertenecía la actual Manilva, Jubrique y Genalguacil, que se integran en el Condado de Casares.
Las primeras menciones a la vega o dehesa de Manilva datan de 1530, y su uso da lugar a conflictos jurisdiccionales entre Casares y Marbella (Estepona obtuvo su carta de villazgo en 1729). El Cortijo de Manilva contaba con un trapiche azucarero para la explotación de la caña de azúcar, en un primer momento por genoveses y esclavos. Ante la amenaza litoral de los piratas berberiscos se edifica la Torre del Salto de la Mona y 50 vecinos de Casares se establecen en el Cortijo de Manilva.

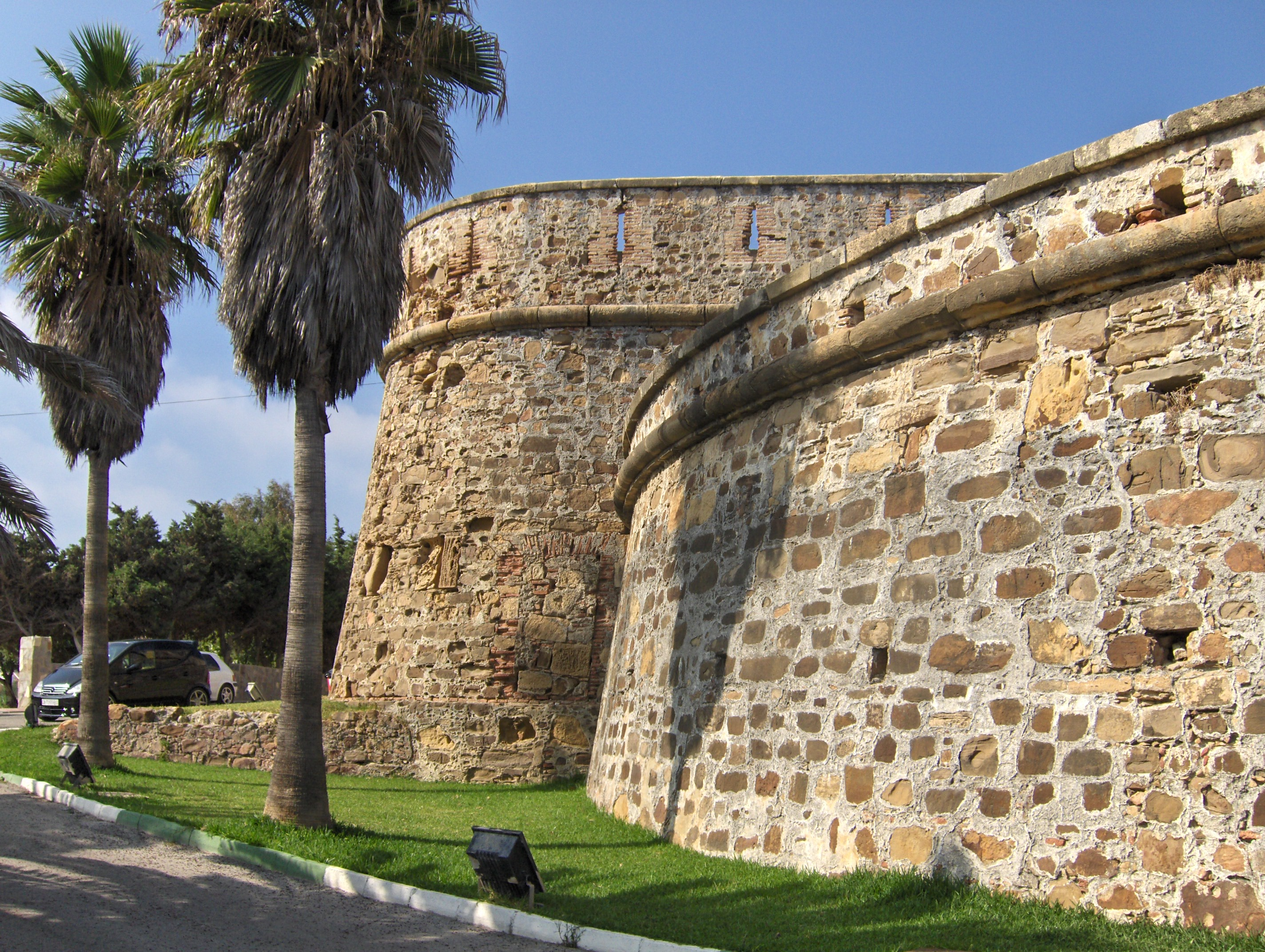
Castillo de la Duquesa, Manilva

En octubre de 1796 Manilva obtiene la concesión del Real Privilegio de Villazgo, cesando su dependencia de Casares. En 1808, durante la Guerra de la Independencia el corregidor de Manilva, José Galindo Colmenares, escribe una proclama al valor de los vecinos de Manilva por su obediencia a la Junta Suprema Central, que se encuentra en la Biblioteca Nacional. En 1852 el Diccionario Estadístico de Todos los Pueblos de España e Islas Adyacentes de Rafael Tamarit de la Plaza censa en Manilva a 2318 vecinos. A finales del siglo XIX, para 1890 la plaga de filoxera no deja viñedos sanos en la provincia de Málaga. A finales del siglo XIX, en 1878, la Sociedad Agrícola e Industrial de Guadiaro de la familia de industriales de Málaga y el Campo de Gibraltar, se hace con la Colonia San Luis de Sabinillas, cuya fábrica de azúcar de dos plantas, con vía férrea interna, molino, hornos, almacenes y diversas dependencias, se surtía de las plantaciones de caña de azúcar de las vegas de los ríos Guadiaro y Manilva y fincas litorales. La fábrica empleaba la carretera Málaga - San Roque y un embarcadero para la salida del azúcar. La S.I.A.G. fue propietaria de hasta 2.000 ha en Manilva. Esta fábrica se añadía a las azucareras que los Larios tenían en Motril, Torre del Mar, Torrox y Nerja, durante el auge de la industria azucarera de Andalucía.
En 1949 la Caja de Ahorros de Ronda adquiere los terrenos de la Colonia San Luis y en 1950 abre sobre sus nueve hectáreas la Colonia Infantil Veraniega, actualmente conocida como Campus Sabinillas.

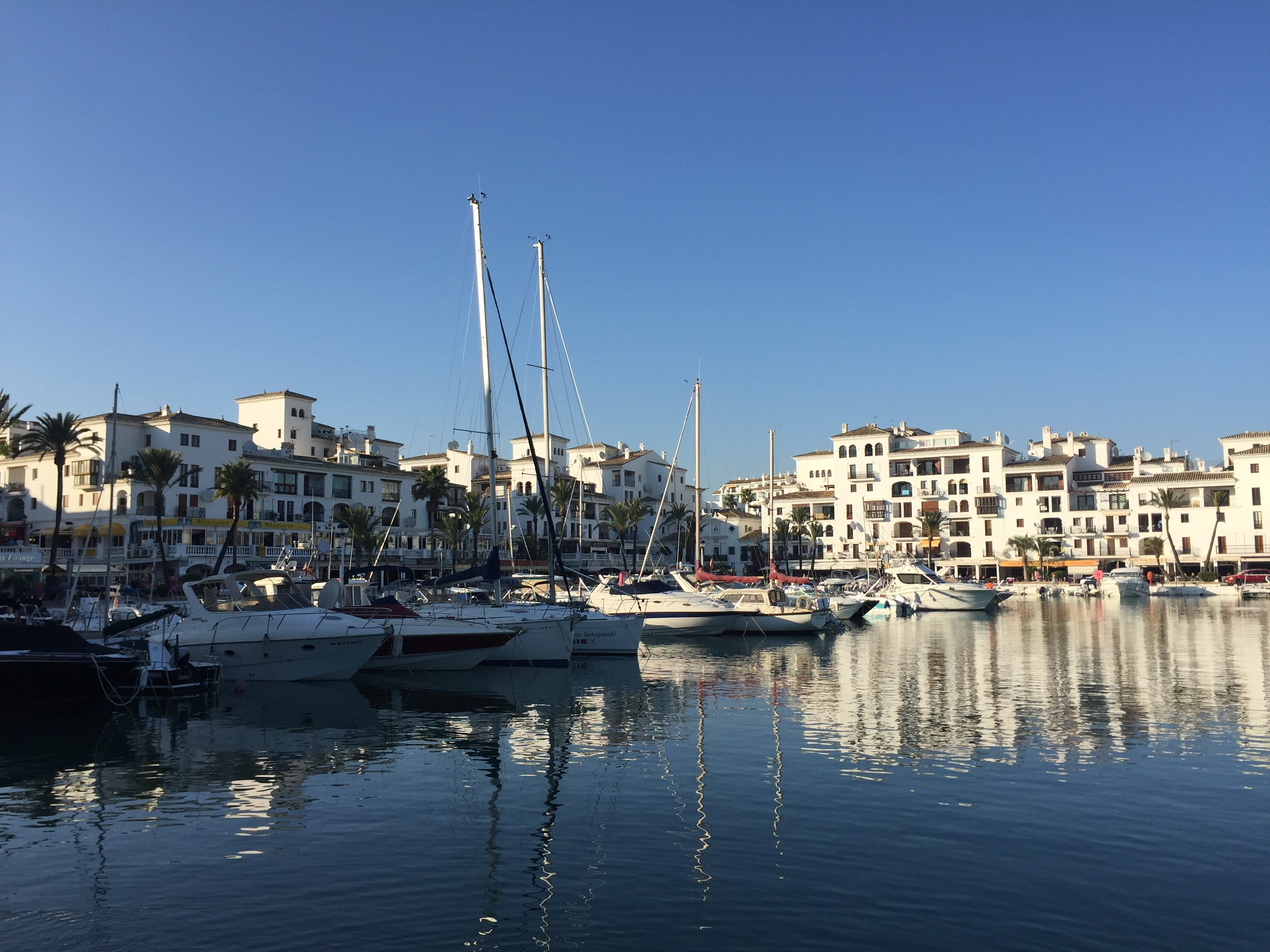
Puerto de La Duquesa

En el último tercio del siglo XX se produce la transformación de este municipio costero a un destino turístico de la Costa del Sol, con la construcción del Golf Club La Duquesa en 1986, diseñado por Robert Trent Jones, y el Puerto de La Duquesa. El resultado de la burbuja inmobiliaria dejó en Manilva hasta 6.000 unidades en promociones sin terminar, terminadas sin licencia o sin compradores. En 2009 comenzó la instrucción del Caso Manilva, que documentó casos de enchufismo, malversación de capitales y prevaricación, afectando a la alcaldesa Antonia Muñoz de Izquierda Unida y a tres alcaldes más de Manilva.

## Geografía humana

### Demografía
Cuenta con una población de 18 099 habitantes (INE 2024).
| Gráfica de evolución demográfica de Manilva entre 1842 y 2021                                                         |
| |
| Población de derecho según los censos de población del INE. Población de hecho según los censos de población del INE. |

| Nacionalidad | Hombres | Mujeres | Total  | %     | Proporción |
| ------------ | ------- | ------- | ------ | ----- | ---------- |
| Española     | 5393    | 5191    | 10 584 | 61.6% |            |
| Extranjera   | 3238    | 3335    | 6573   | 38.3% |            |

En 2012 la población de los diferentes núcleos de población era: San Luis de Sabinillas 8.276, Manilva 2.634 y El Castillo 838. El resto se reparte entre las zonas como Chullera, Alcorrín, Honda Cavada y cortijos repartidos por el municipio.

### Economía

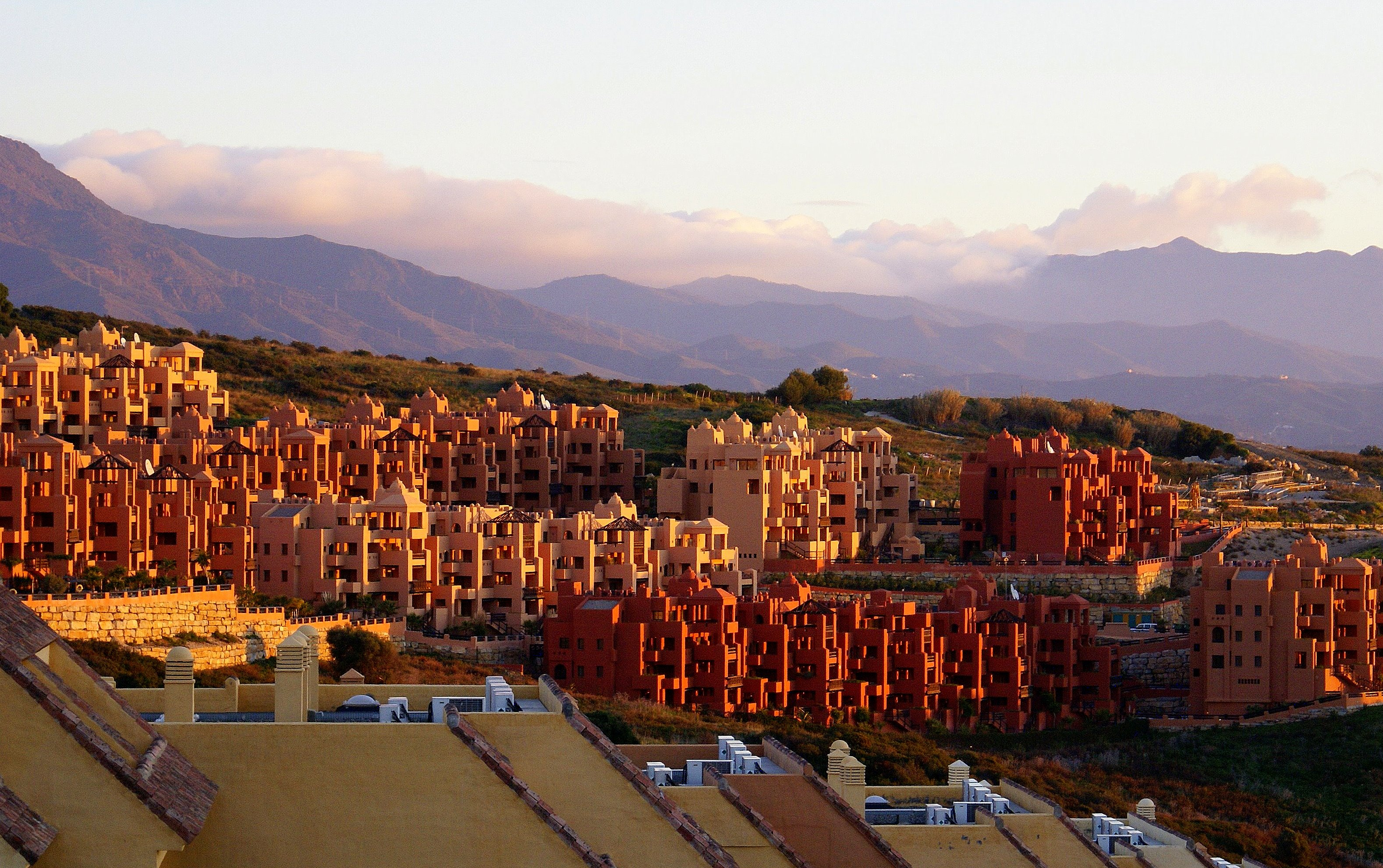
Segunda vivivienda en Manilva

Manilva es un municipio turístico de la Costa del Sol. El turismo residencial ha supuesto una importante actividad del sector de la construcción. El tradicional cultivo de la vid ocupa 135 ha y las uvas de Manilva se encuentran en la D.O. Málaga.
Según el Instituto Nacional de Estadística (INE) también ofrece un directorio de empresas a nivel tanto nacional, autonómico como provincial y municipal. En este caso Manilva se compone de 1.208 empresas en 2020 predominando el sector servicios con casi el 34% de las empresas y el alrededor del 25% son empresas dedicadas al comercio. Véase evolución del paro en Manilva. 

#### Evolución de la deuda viva municipal
El concepto de deuda viva contempla sólo las deudas con cajas y bancos relativas a créditos financieros, valores de renta fija y préstamos o créditos transferidos a terceros, excluyéndose, por tanto, la deuda comercial.
| Gráfica de evolución de la deuda viva del Ayuntamiento de Manilva entre 2008 y 2024                |
| |
| Deuda viva del Ayuntamiento de Manilva, en miles de euros, según datos del Ministerio de Hacienda. |

## Política y administración
La administración política del municipio se realiza a través de un Ayuntamiento cuyos componentes se eligen cada cuatro años por sufragio universal. El censo electoral está compuesto por todos los residentes empadronados en Manilva mayores de 18 años nacionales de España y de los restantes Estados miembros de la Unión Europea. Según lo dispuesto en la Ley del Régimen Electoral General, que establece el número de concejales elegibles en función de la población del municipio, la corporación municipal de Manilva está formada por 17 concejales. Su alcalde es José Manuel Fernández Fernández del Partido Popular, con su socio de gobierno de Izquierda Unida, Agustín Vargas. El resto del Equipo de Gobierno lo componen los ediles, Fina Gómez Morales, Noelia Muñoz López, Rogelio Pascual, Juan Carlos Morejón Serrano, Gema Zotano Galán y Dean Tyler Shelton. La oposición la componen Compromiso Manilva, VOX y PSOE.
| Periodo   | Nombre                                                           | Partido                     |
| --------- | ---------------------------------------------------------------- | --------------------------- |
| 1979-1983 | Gregorio Rodríguez Contreras Antonio Parra Zotano                | PCE-PCA PCE-PCA             |
| 1983-1987 | Juan Herrera Herrera                                             | PSOE-A                      |
| 1987-1991 | Antonio Parra Zotano                                             | IULV-CA                     |
| 1991-1995 | Antonio Parra Zotano                                             | IULV-CA                     |
| 1995-1999 | Emilio López Berenguer José Mena Oliva                           | PSOE-A GIL                  |
| 1999-2003 | Antonia Muñoz Vázquez Emilio López Berenguer Desde abril de 2000 | IULV-CA PSOE-A              |
| 2003-2007 | Pedro Tirado Segura Salvador Zotano Sánchez                      | PDEM PSOE-A                 |
| 2007-2011 | Antonia Muñoz Vázquez                                            | IULV-CA                     |
| 2011-2015 | Antonia Muñoz y Diego Urieta Jiménez                             | No adscrito                 |
| 2015-2019 | Diego José Jiménez y Mario Jiménez Rodríguez                     | PSOE-A y Compromiso Manilva |
| 2019-2023 | Mario Jiménez Rodríguez                                          | Compromiso Manilva          |
| 2023-act. | José Manuel Fernández Fernández                                  | Partido Popular             |

## Infraestructuras y equipamientos

### Sanidad
Está dotada con dos centros sanitarios que son los consultorios de Manilva y Sabinillas.

### Educación
Cuenta con tres centros de educación primaria y uno de educación secundaria. Además cuenta con una escuela municipal de música y el Centro de Educación Permanente Ana Andrades.

## Patrimonio

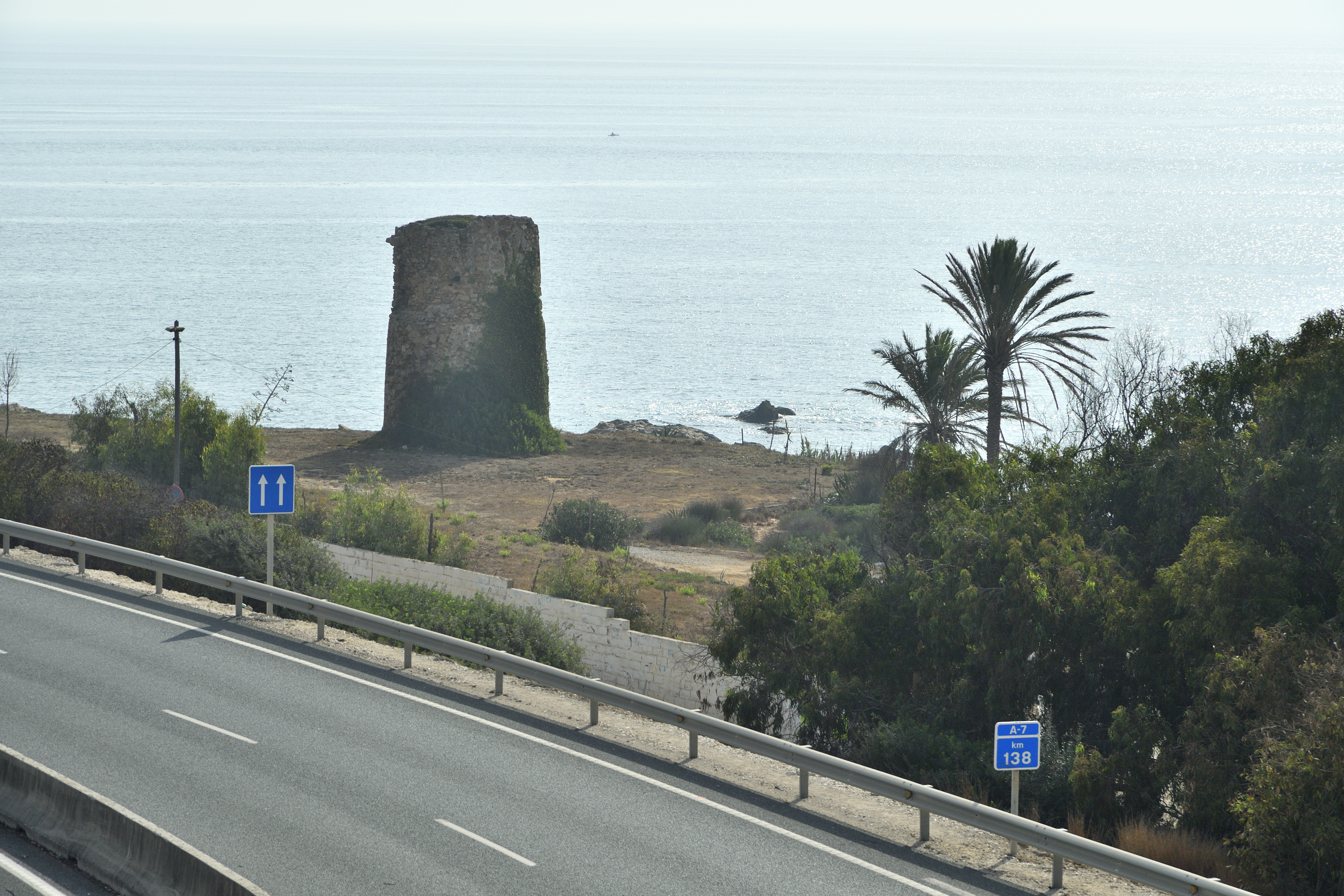
Torre de la Chullera

- Castillo de la Duquesa. Se ubica en la playa de la Duquesa. Fue construido 1767 durante el reinado de Carlos III.
- Iglesia de Santa Ana, cuya patrona es Santa Ana, cuya procesión es el 26 de julio.
- Torre de la Chullera
- Yacimiento arqueológico de Los Castillejos de Alcorrín
- Antiguo cementerio de Manilva.
- Museo arqueológico municipal, los objetos expuestos provienen del yacimiento arqueológico romano del entorno del Castillo de la Duquesa.

## Fiestas
- Carnaval: Se celebra durante tres días en el mes de febrero.
- Semana Santa: Es celebrada en el mes de marzo o abril. Las Cofradías y Hermandades del pueblo de Manilva organizan procesiones que recorren las calles del pueblo.
- Noche de San Juan: Se celebra en la noche del 23 al 24 de junio.La noche de San Juan se trata de la tradicional quema en las playas de San Luis de Sabinillas.
- Romería en honor a la virgen de Fátima: Se celebra el 27 de junio. El pueblo de Manilva celebra su tradicional romería en la ermita de San Adolfo en los Baños de la Hedionda.[30]
- Día de la Virgen del Carmen: Se celebra el 16 de julio. Su lugar de celebración se sitúa en las barriadas del Castillo de la Duquesa y San Luis de Sabinillas.
- Día de Santa Ana: Su celebración es el 26 de julio. Trata de una fiesta patronal en el pueblo de Manilva en honor a su patrona Santa Ana.
- Vendimia: Se celebra en el primer fin de semana del mes de septiembre. Esta fiesta destaca por la pisa de la uva, para así obtener el primer vino mosto del año.